# Pop Goes the World
Pop Goes the World is een single uit 2010 van Gossip. Het nummer is afkomstig van het album Music For Men.